# Cheonggyecheon
Le Cheonggyecheon (en coréen : 청계천) est un cours d'eau aménagé en une promenade de presque 6 km de long dans le centre de Séoul, en Corée du Sud. La promenade est ouverte en 2005 après un réaménagement au coût initial de 900 millions de dollars des États-Unis mais qui a finalement coûté environ 280 millions de dollars.

## Histoire
Le Cheonggyecheon est, initialement, un cours d'eau allant d'est en ouest à travers une partie de Séoul. Il rejoint le Jungnangcheon, qui se jette dans le fleuve Han, puis enfin dans la mer Jaune. Pendant la présidence de Syngman Rhee (1948-1960), le Cheonggyecheon est recouvert et transformé en route. Ainsi, en 1968, une voie express surélevée voit le jour à l'ancien emplacement de la rivière.

## Restauration
En juillet 2003, le maire de Séoul, Lee Myung-bak, lance un projet pour supprimer la route et la voie express et remettre au jour le cours d'eau. Cela donne lieu à d'importants travaux, car il faut non seulement détruire la voie express mais aussi remettre de l'eau dans le cours d'eau. En effet, des années de négligence l'avait rendu presque sec. Ainsi, ce sont 120 000 tonnes d'eau qui sont pompées par jour pour alimenter le courant.
La promenade le long du cours d'eau ouvre au public en septembre 2005, et est saluée comme un grand succès de restauration urbaine. Elle a depuis été aménagée pour accueillir arbres, plantations, cascades, ponts de pierre et de bois, jeux d'eau et monuments (grandes fresques à la gloire du roi Jeongjo (정조)) et a vu sa faune (poissons, libellules) se développer. C'est un endroit très apprécié des jeunes couples de Séoul le soir. Cependant, l'ancienne administration de Goh Kun continue à critiquer le projet.

## Monuments et œuvres d'art sur Cheonggyecheon
- Sculpture Spring (2006), de Claes Oldenburg.

## Photos

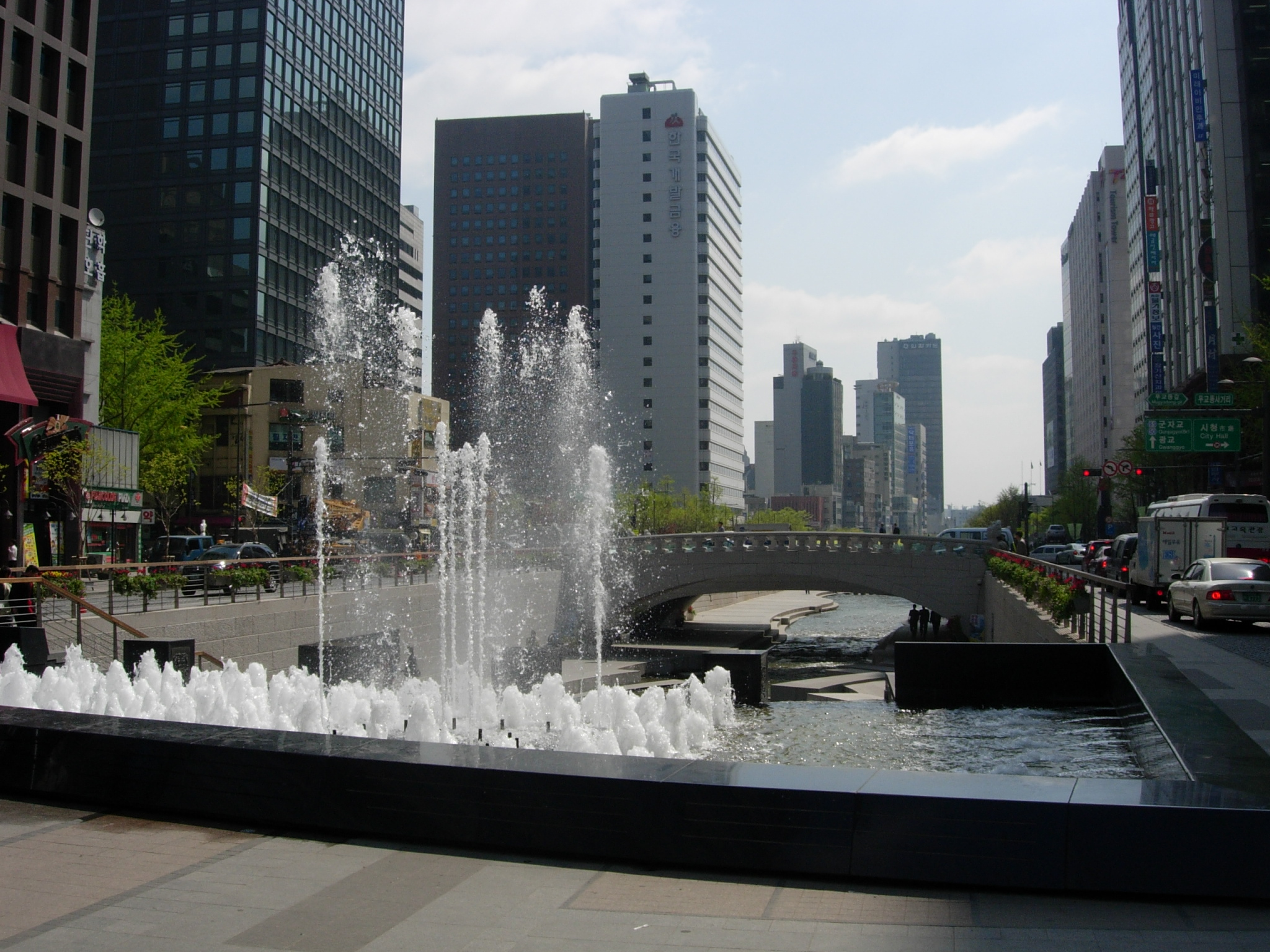
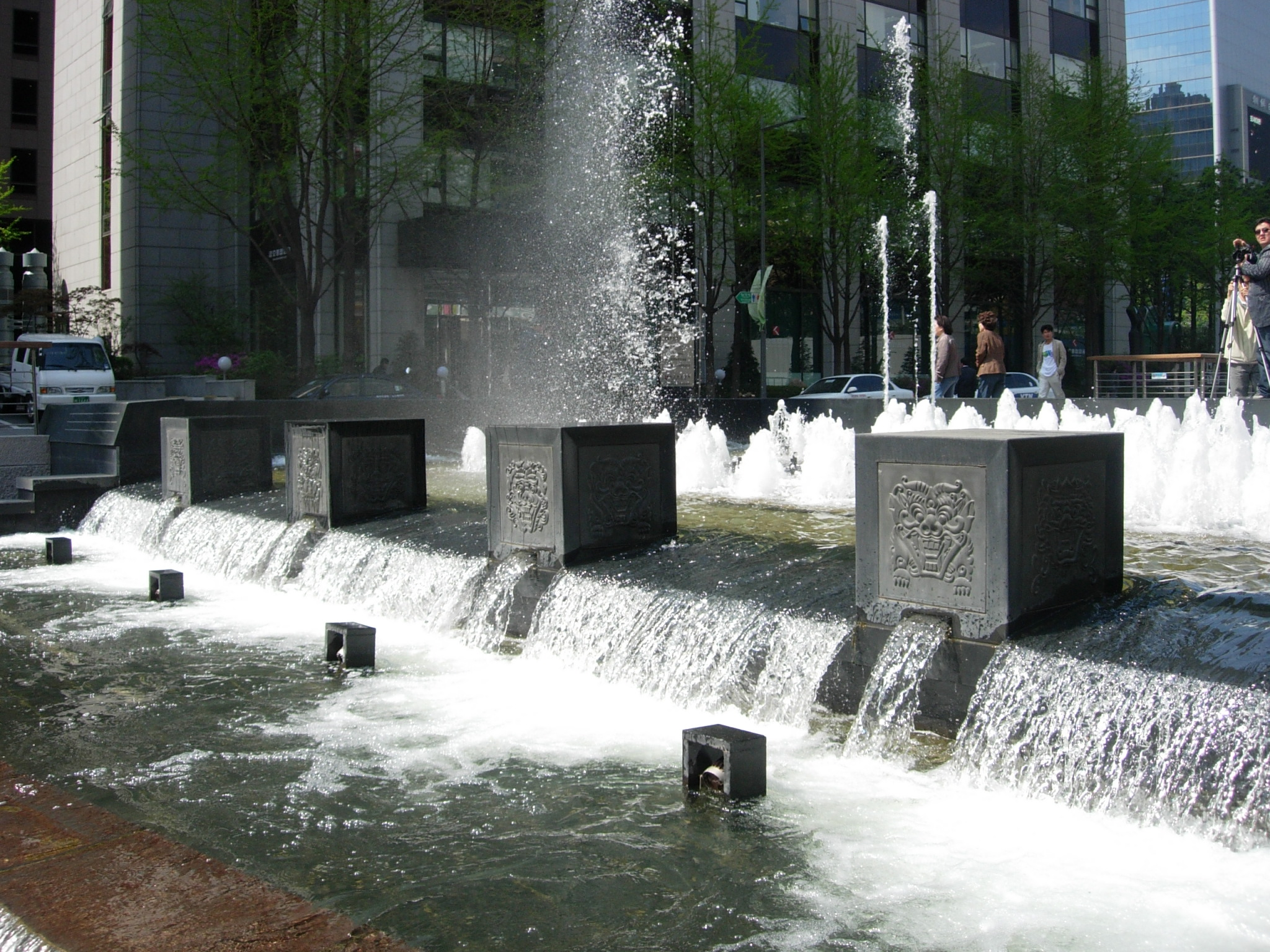
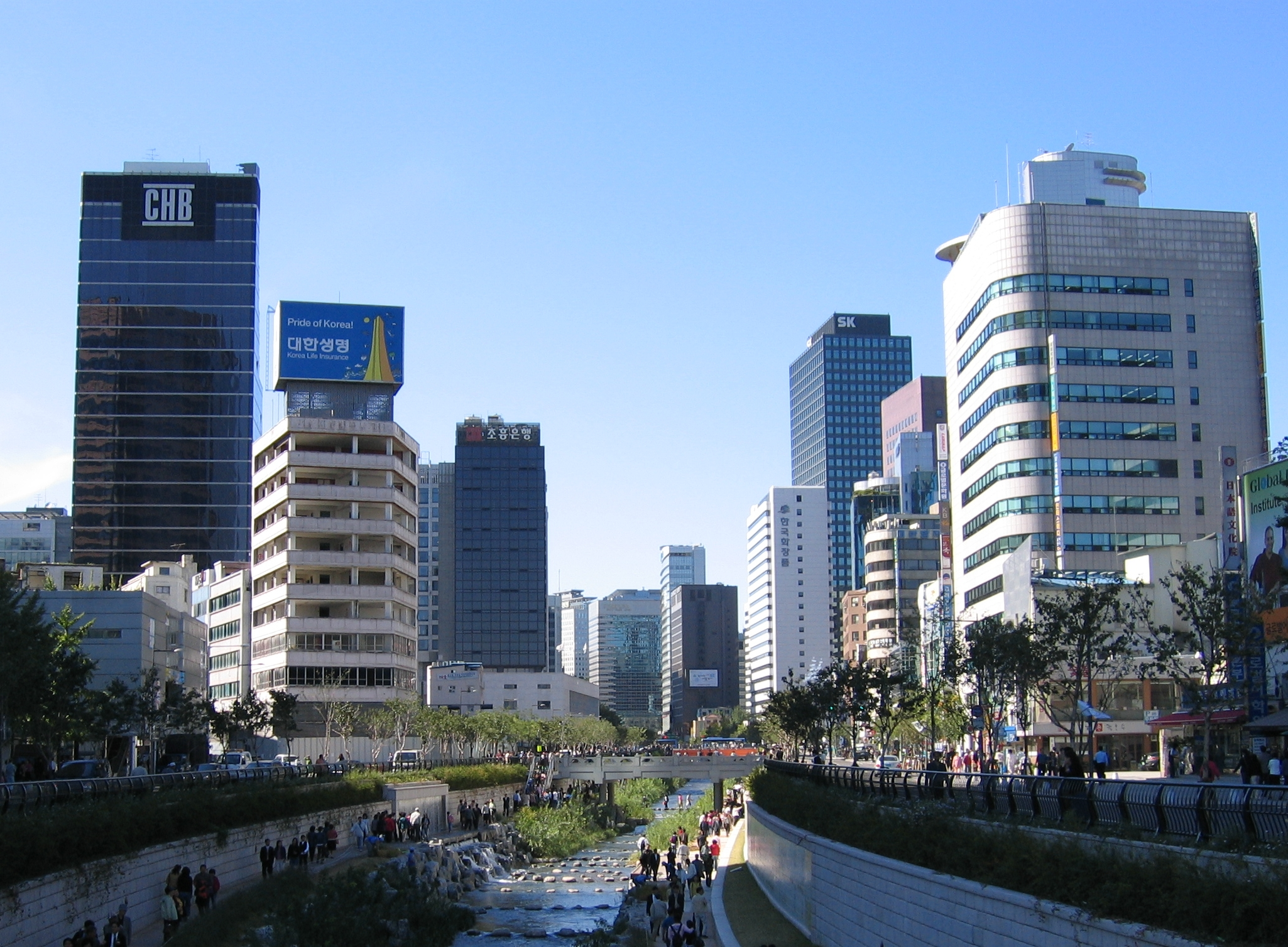
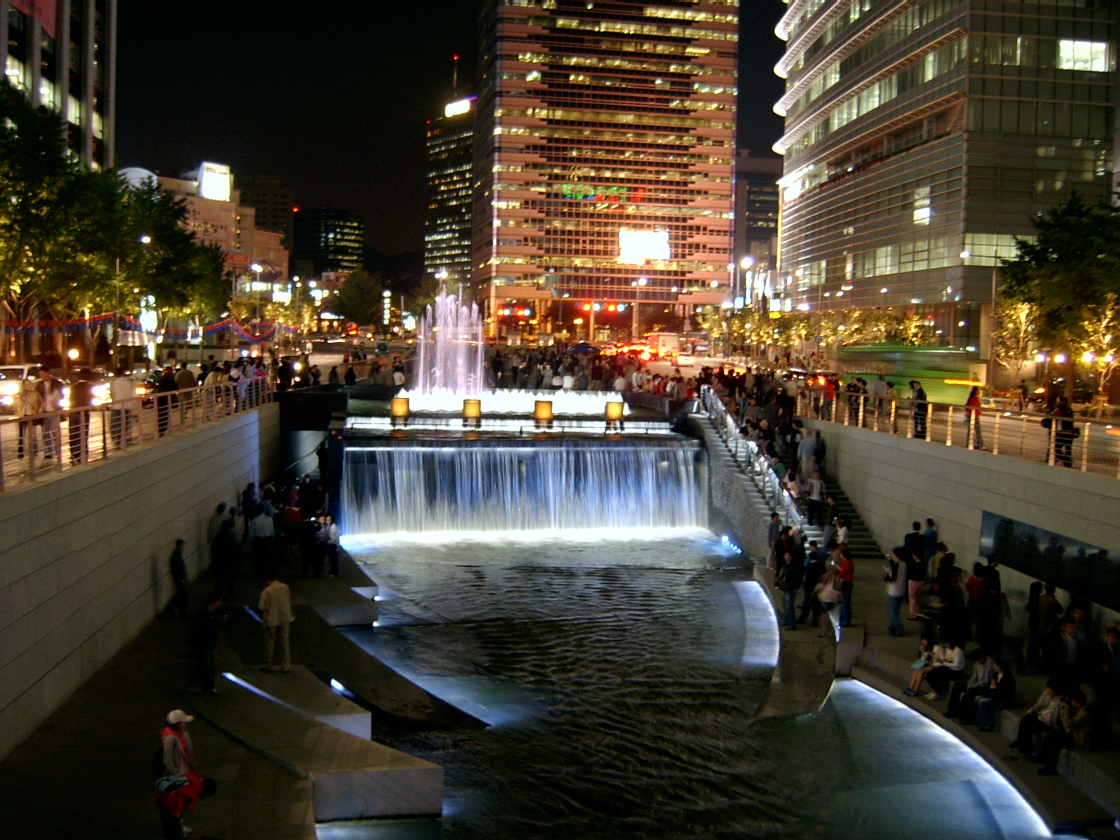
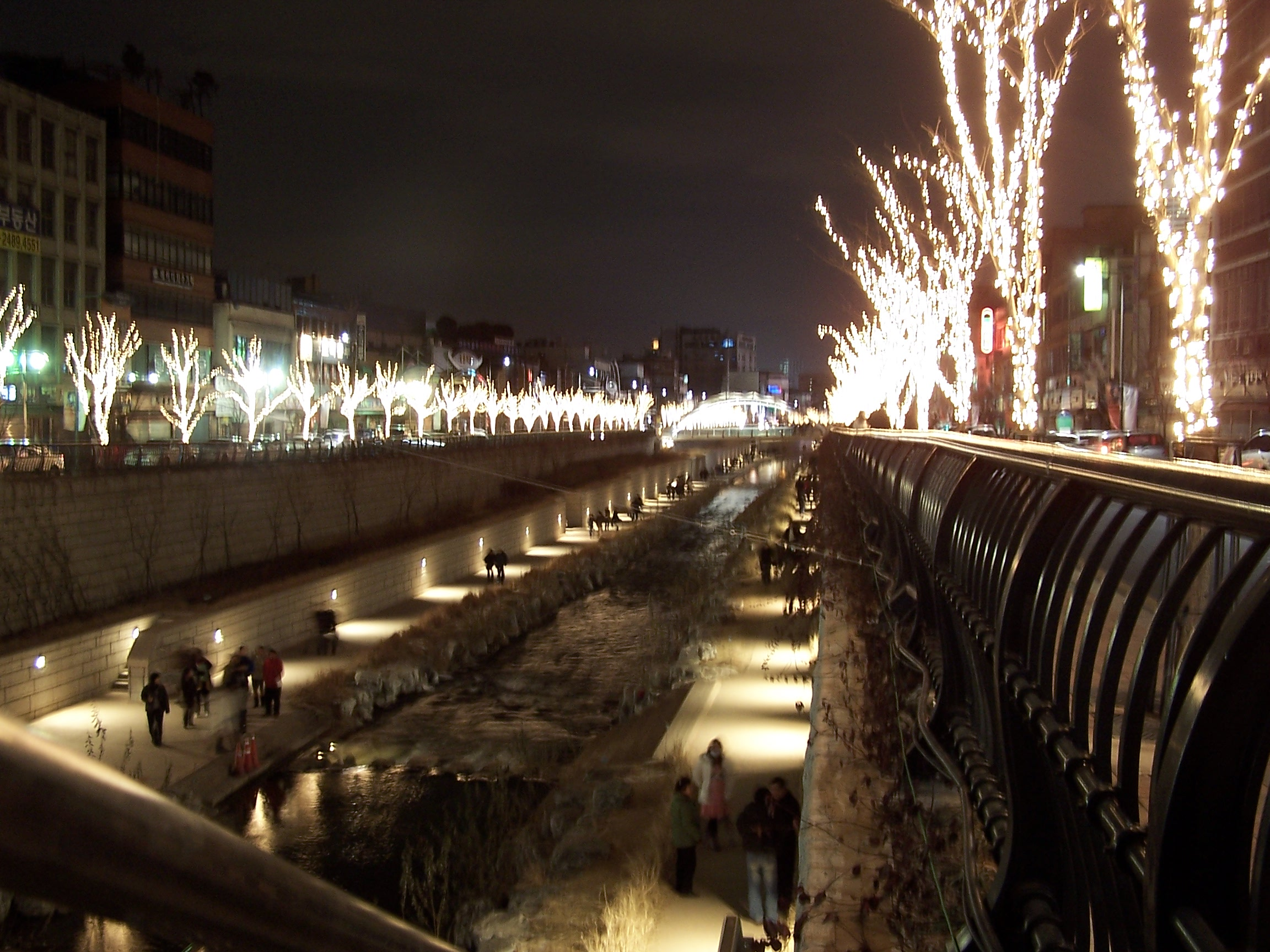